# Mœuvres
 Mœuvres là một xã ở trong tỉnh Nord ở miền bắc nước Pháp. Xã này có diện tích 7,38 kilômét vuông, dân số năm 1999 là 452 người. Xã nằm ở khu vực có độ cao trung bình 58 mét trên mực nước biển.